# SOS Racismo
SOS Racismo (Lisboa, 1990) é uma associação portuguesa antirracista fundada em dezembro de 1990.

## História
A SOS foi fundada em dezembro de 1990, com o objetivo de combater a violência racial generalizada que tinha iniciado por altura do ano de 1986. A associação surge na sequência do assassinato de José Carvalho (Zé da Messa), militante do Partido Socialista Revolucionário, junto à sede deste partido. O assassinato foi cometido por um grupo de skinheads, em dezembro de 1989.
Filomena Aivado, Rosana Albuquerque, José Falcão e, entre outros, o rapper General D estiveram na origem do SOS Racismo.
As actividades da SOS Racismo tiveram início no dia 7 de dezembro com uma reunião com o Sindicato dos Jornalistas e com a Comissão Deontológica do Sindicato dos Jornalistas. A 10 de Dezembro de 1990, aconteceu o primeiro acto público, um concerto. Contudo, a legalização da associação só ocorreu em 1993, ainda que só tenha tido uma sede em 1994. Até lá, reuniu em vários sítios, entre eles, na Associação Cultural Moinho da Juventude, na Cova da Moura.
Ao longo dos anos, a SOS Racismo tem desenvolvido um conjunto de actividades de cariz político, institucional, social e cultural que visam o combate ao racismo. A associação tem sido ouvida em diversas comissões da Assembleia da República portuguesa, nomeadamente, na Comissão para a Igualdade e Contra a Discriminação Racial, sobre matérias relacionadas com migrantes, refugiados e a não discriminação racial. Além disso, a associação tem publicado obras e organizado conferências sobre migrações e a comunidade cigana, sessões de esclarecimento em escolas e produzido materiais de cariz pedagógico antirracista.
Em 2021, para comemorar os 30 anos da associação, a SOS Racismo co-produziu, com a BANTUMEN, o documentário 30 anos, olhares sobre o racismo, com realização de Bruno Moraes Cabral, Eddie Pipocas e Dércio Tomás Ferreira. Este documentário reúne vários testemunhos de ativistas da luta antirracista, pela democracia e pela defesa dos direitos humanos e foi lançado em dezembro desse ano.
Em junho de 2021, a associação lançou a obra Dicionário da Invisibilidade, que dá a conhecer um conjunto de pessoas que na história estiveram envolvidas em lutas sociais. O livro é ilustrado por André Carrilho e contou com a participação de cerca de 170 colaboradores.
Em julho de 2021, o Doclisboa e a SOS Racismo organizaram um ciclo de cinema no Padrão dos Descobrimentos, em Belém, com o objetivo de questionar e promover o debate sobre a identidade, a memória, a questão colonial e o seu impacto nas pessoas racializadas na sociedade portuguesa.
Faz também parte da actividade da SOS Racismo a denúncia de actos racistas junto de órgãos de comunicação social e a elaboração de queixas junto dos órgãos de justiça.
Em julho de 2020, a fachada da sede da SOS Racismo em Lisboa foi vandalizada com a inscrição “Guerra aos inimigos da minha terra”. Em agosto desse mesmo ano, um grupo integrado por elementos da Nova Ordem Social, uma organização de extrema-direita portuguesa à data suspensa, protestou com máscaras brancas a tapar o rosto e tochas junto à sede da associação, em Lisboa. Na sequência deste episódio, a SOS Racismo apresentou queixa ao Ministério Público por ameaças e “parada Ku Klux Klan”.

## Ligações Externas
- SOS Racismo | Documentário: Olhares sobre o Racismo
- SOS Racismo | 20 anos a quebrar tabus